# John Thaw
John Edward Thaw, CBE (født 3. januar 1942, død 21. februar 2002)  var en engelsk skuespiller. I Danmark var John Thaw bedst kendt for sin rolle som Inspector Morse, som han portrætterede mellem 1987 og 2001 i tv-serien Inspector Morse, der er baseret på Colin Dexters kriminalromaner.